# Ослик
Осли́к (бел. Аслі́к) — река в Круглянском и Белыничском районах Могилёвской области Беларуси, правый приток реки Друть (бассейн Днепра). Длина 66 км. Площадь водосбора 413 км². Среднегодовой расход воды в устье 2,6 м³/с. Средний наклон водной поверхности 0,07 %.

## География

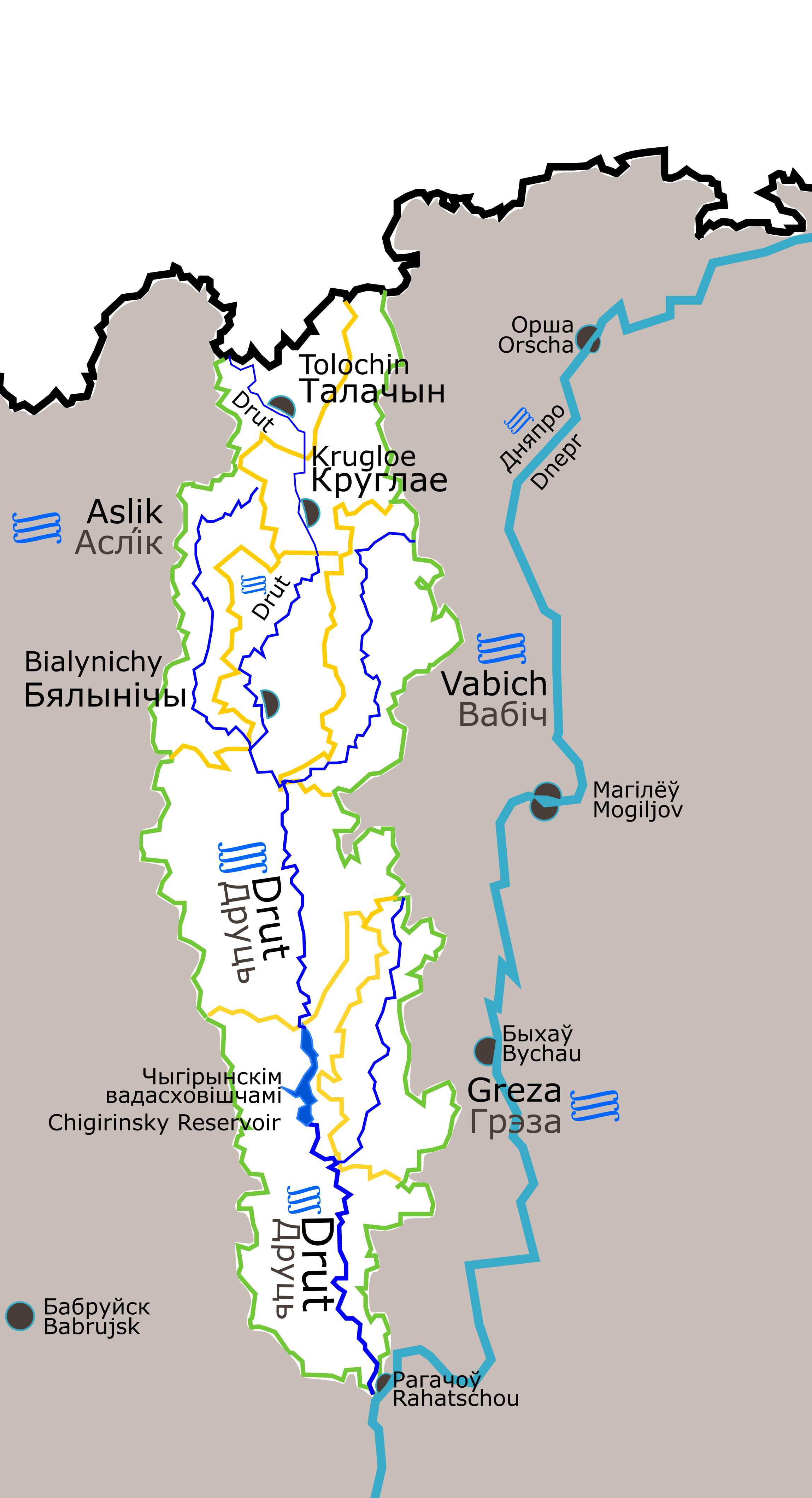

Начинается в 1,5 км на восток от деревни Санники Круглянского района, впадает в Друть возле деревни Осовец Белыничского района. Основные притоки: Рутка (слева), Чернавка и Смородина (справа). Северная часть водосбора на Оршанско-Могилёвской, южная — на Центрально-Березинской равнине. Долина трапециевидная, в верховье невыразительная, шириной 500—800 м. Русло извилистое, шириной 10-20 м, от истока на протяжении 8 км канализировано. Берега низкие и заболоченные.

## Происхождение названия
Согласно В. Н. Топорову, происхождение названия Ослик — балтское. Он указывает два возможных варианта истолкования на балтском материале: 1) из корня *sel- «скакать, прыгать», или 2) из корня *sil- «бор, пуща». В. Н. Топоров приводит перечень как балтских параллелей для каждого из этих двух вариантов истолкования, так и аналогов этого названия — гидронимов в окском и днепровском бассейнах, типа Ослинка, Осливка, Силенка и др.

## Галерея

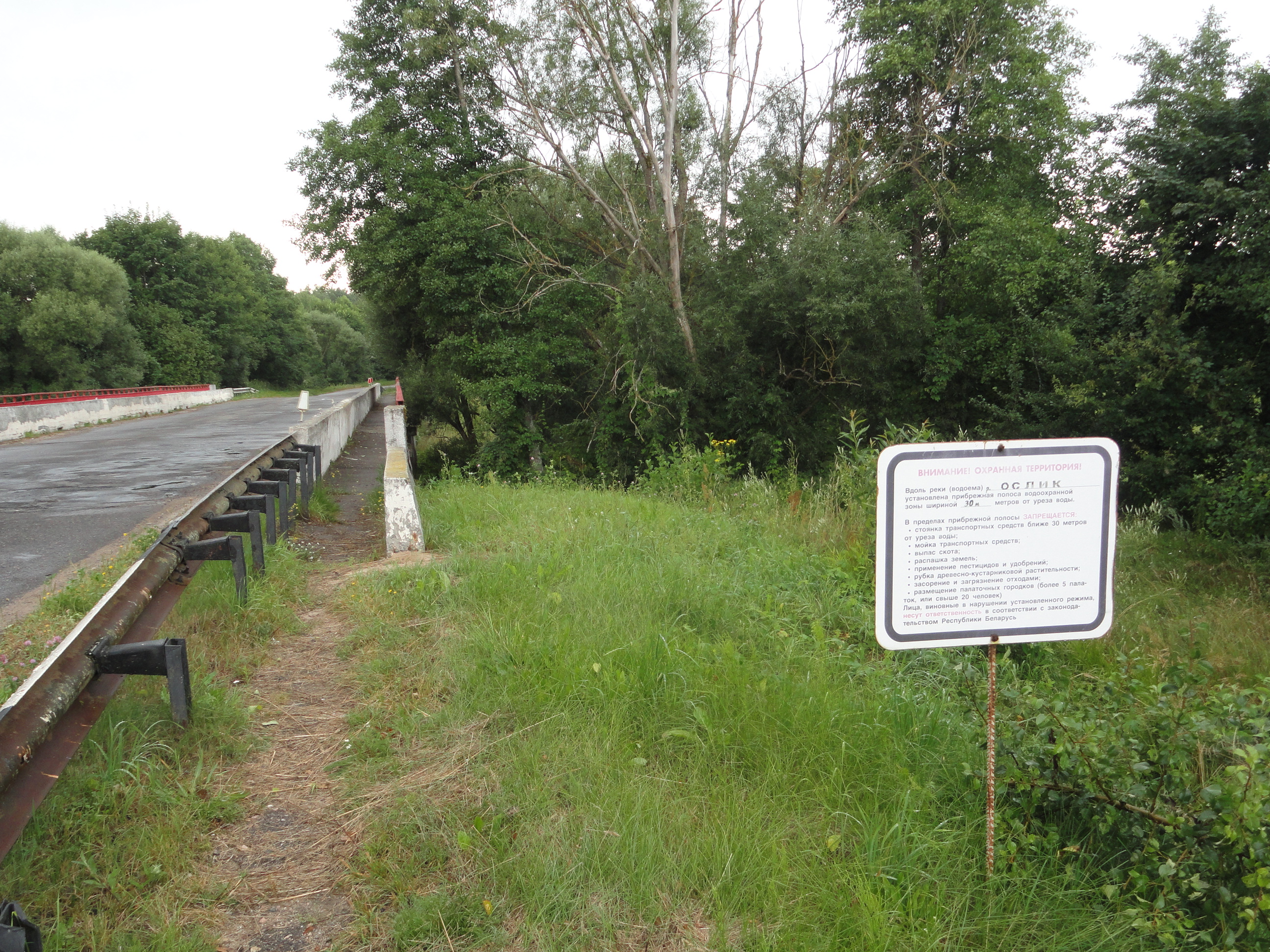
Мост через Ослик близ Эсьмон
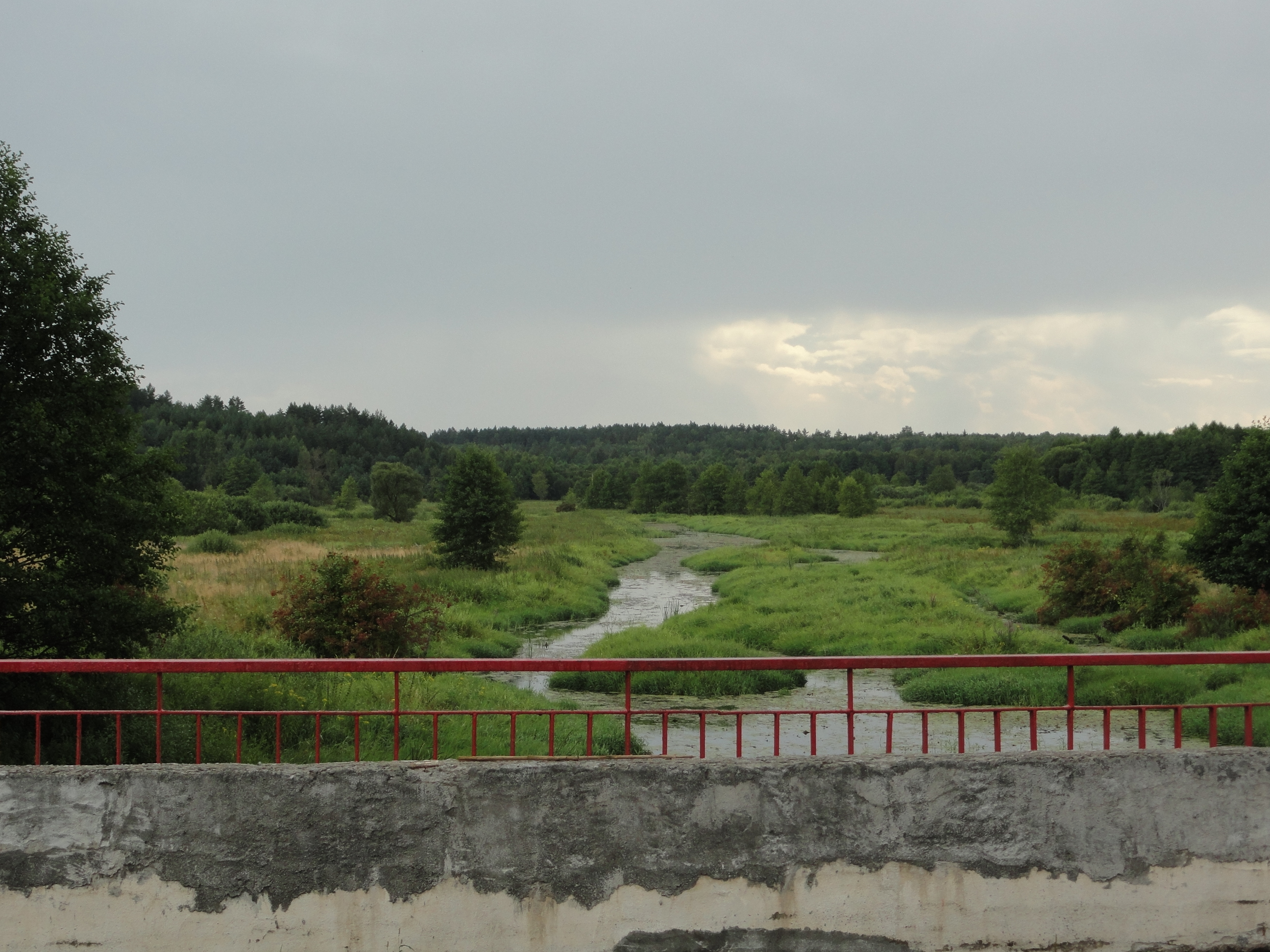
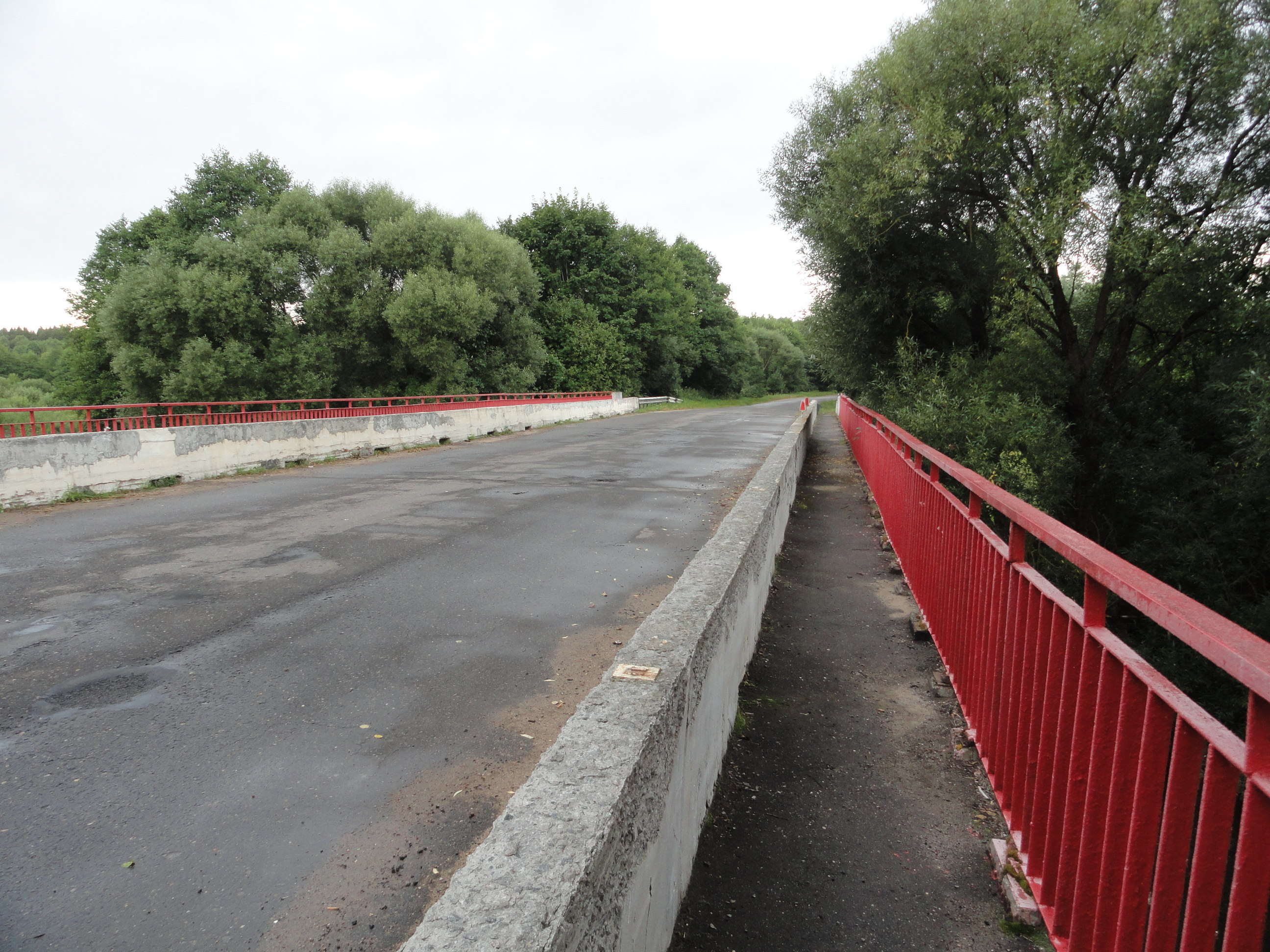
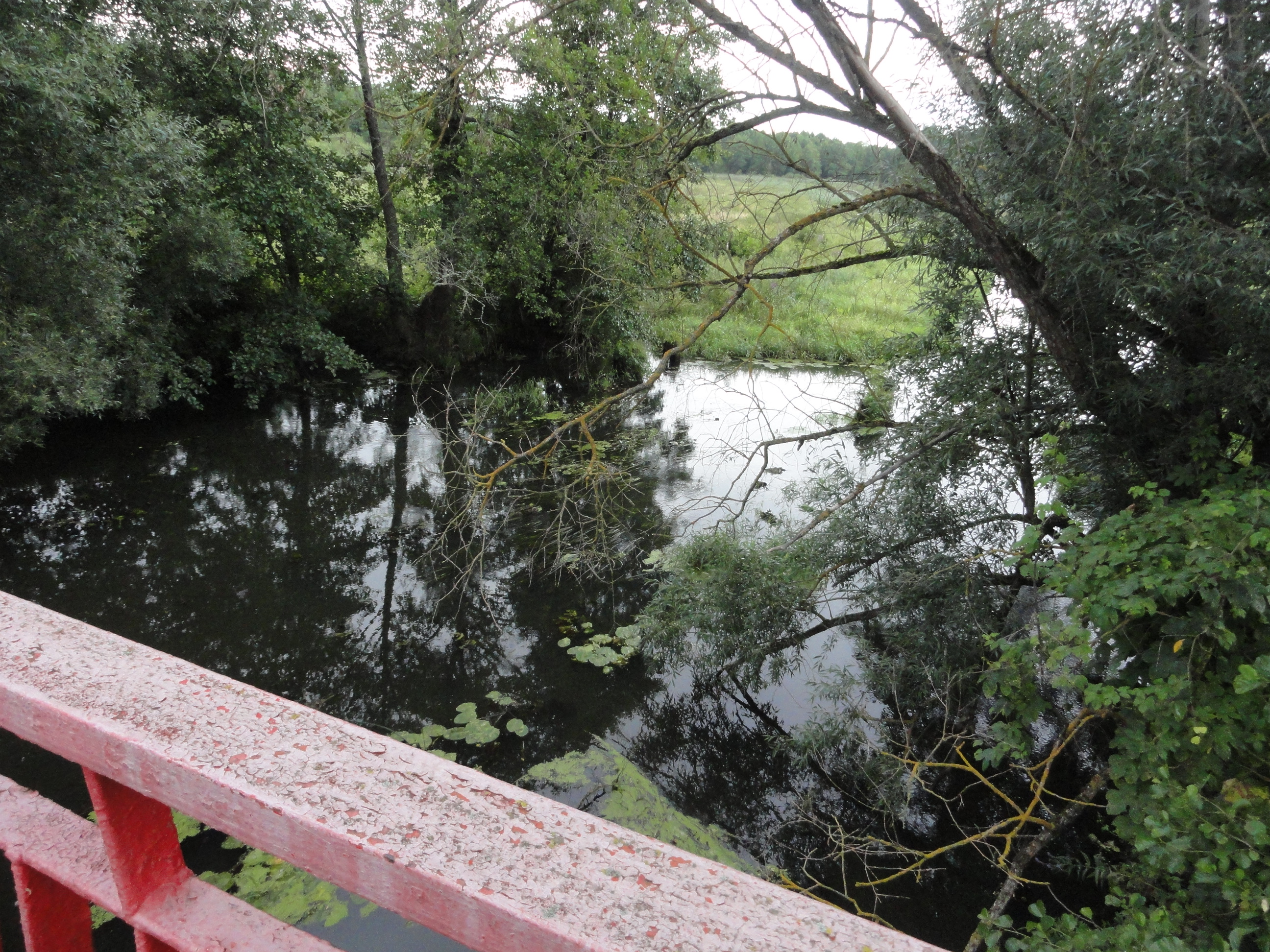